# Pietà (Annibale Carracci)
Pietà je slika Annibale Carraccja, olje na platnu iz okoli leta 1600, njegovo najzgodnejše ohranjeno delo na to temo, ki ga je naročil kardinal Odoardo Farnese. Preselila se je iz Rima v Parmo in v Neapelj kot del zbirke Farnese in je zdaj v Narodnem muzeju Capodimonte v Neaplju. Je ena od mnogih bolonjskih slik iz 16. stoletja, posvečenih temi Pietà, in jo prištevamo med Carraccijeve mojstrovine.

## Zgodovina
Datiranje te slike je posledica zapisov o naročilu Odoarda Farneseja. Ni pa znano, kaj je bil njen prvotni cilj ali datum njene izvedbe.
Glede na njeno lokacijo format slike nakazuje, da je bila morda namenjena zasebnemu čaščenju njenega naročnika. Zato bi jo hranili v kapeli palače Farnese v Rimu ali v drugem dvorcu Farnese. Obstaja poročilo popotnika iz 16. stoletja, ki se nanaša na občudovanja vredno Carraccijevo Pietà, vidno v palači Farnese v Capraroli. Vendar ni znano, ali se to nanaša na Pietà, ki je zdaj v Neaplju, ali na drugo delo. Iz slogovnih razlogov je neapeljska Pietà datirana med letoma 1598 in 1600.
Tako kot skoraj vsa dela v zbirki Farnese je tudi Carraccijeva Pietà odšla iz Rima v Parmo in bila nato pripeljana na novo lokacijo v Neaplju, kjer je še danes.
Neštete kopije in izpeljave te slike so jo uveljavile kot kanonično predstavitev Pietà v baročnem obdobju.

## Opis in slog
Carraccijeva Pietà se nedvomno nanaša na znameniti Michelangelov kip  Pietà. Tri predhodne študije odražajo Carraccijeva opazovanja Michelangelovega kipa in način, kako ga je poustvaril. Na prvih risbah je Kristusovo telo postavljeno bolj podobno Michelangelovemu kipu, s to razliko, da telo ni položeno v Marijino naročje, temveč na grob. Devica Marija namesto tega kleči ob Jezusu.
V zadnji različici se je sestava spremenila; izgleda bolj kot končna slika: Kristusovo telo je postavljeno tako, da so njegova ramena in noge v Marijinem naročju, kar ustvarja intimno vez med njima na način, ki spominja na Michelangelovo Pietà. Marija sedi na zemlji (in ne na prestolu, kot na vatikanskem kipu), Jezusove noge pa so na tleh in stegnjene čez prt. Ti elementi so skupni s Correggiovim Objokovanjem. Carracci je študiral to delo kot mladenič. Ponovno ga je pregledal le malo pred Farnesejevim naročilom, kar je rezultiralo v gravuri Pietà di Caprarola.
Končni rezultat je izvirna kombinacija njegovih dveh modelov. Kot Michelangelo je Carracci upodobil umirjeno, pretresljivo Marijino trpljenje, ki v desni roki nežno stiska glavo svojega sina. Njuna obraza sta pomaknjena naprej zaradi načina, kako se Marija nagne nad Kristusovo telo.
Tako kot Michelangelo je tudi Carracci sprejel piramidno kompozicijsko shemo, v katero je vstavil angela, ki drži Jezusovo levo roko. Drugi angel na desni strani platna zbada s prstom Jezusovo trnovo krono. Ta drugi angel gleda naravnost v gledalca in s svojim izrazom oboževanja vabi k razmišljanju o Jezusovem trpljenju med pasijonom. Marijina  leva roka v premišljenem predznaku predstavlja gesto resignirane žalosti. Tudi ta detajl je poklon Michelangelovemu kipu.
Celotna skupina je postavljena tik pred še vedno odprt grob (morda aluzija na Jezusovo vstajenje) in na grobo zemljo. Tema noči ovija Marijo, njenega sina in angele, ki izhajajo iz senc zaradi učinkov svetlobe in barv, ki prevevajo sliko. Luči in barve dajejo sliki vzdušje intimnih čustev, ki spominja tudi na Correggia.
Jezusovo telo ima apolonsko lepoto, na katerem so bile pravkar zadane rane trpljenja. Kiparska moč Jezusa je povezana z veliko pozornostjo, ki jo je Carracci namenil klasičnemu kiparstvu in velikim delom rimske renesanse, ki so povezana s freskami Galerije Farnese. Zaradi tega se domneva, da je ta Pietà sodobna tem freskam.
Sebastiano del Piombo (še en strokovnjak za temo Pietà) je prav tako vplival na sliko. Tega beneškega slikarja je Carracci dobro poznal, nekaj njegovih del pa je imel celo Odoardo Farnese.

## Pripravljalne risbe
Odnos treh risb do Carraccijeve Pietà je predlagal Rudolf Wittkower, vendar ni bil predmet nadaljnje študije.
- Kraljeva zbirka (grad Windsor)
- Kraljeva zbirka (grad Windsor)
- Zasebna zbirka

## Vpliv

### Grafike
Velik uspeh Carraccijevih fresk Ljubezni bogov v galeriji Farnese je vzbudil splošno zanimanje za grafične reprodukcije njegovih drugih del. Pietà je bila med deli, ki so pritegnila pozornost in so bila reproducirana v grafikah v različnih delih Evrope v 16. stoletju in v 17. stoletju.
- Grafika Pietra de Bailliuja
- Grafika Joost de Pape
- Grafika Stephan Colbenschlag
- Grafika Pietro del Pò
- Grafika Isaac Beckett
- Grafika Jean-Baptiste Haussard
- Grafika Gilles Rousselet
- Grafika Giovanni Paolo Lasinio

### Kopije in izpeljave
Reprodukcije Pietà so se množile z različno kakovostjo. Med overjenimi kopijami je najboljša tista v Gallerii Doria Pamphilj, za katero so nekoč mislili, da je podpisana kopija samega Carraccija. Slabše kopije so bile včasih narejene iz grafik, kar je mogoče videti v controparte ali obrnjeni kompoziciji, ki jo včasih prikazujejo.
- Kopija v Galleria Doria Pamphilj
- Kopija po Nicolasu Mignardu, Papeška palača v Avignonu
- Kopija po Pierru Mignardu, cerkev San Nicola, Marignane
- Kopija z različicami v galeriji slik Dulwich
- Kopija v cerkvi svetega Petra in Pavla Gonesse
- Kopija Museo di belle arti di Valenciennes
- Kopija v Narodnem muzeju v Stockholmu
- Kopija britanske kraljeve zbirke
- Kopija Simone Cantarini, Monastero dell'Escorial
- Kopija Giovannija Battiste Gaullija, Galleria nazionale d'arte antica
- Ludovico Carracci (pripisana), Galleria nazionale d'arte antica

## CaravaggiovoPolaganje Kristusa v grob
Malo po nastanku Carraccijeve Pietà je Rim dobil še eno mojstrovino, posvečeno trenutku Kristusovega trpljenja:  Polaganje Kristusa v grob, ki ga je Caravaggio naslikal v letih 1602–1604 za kapelo Santa Maria v Vallicella (zdaj je v Pinacoteca Vaticana).
Študije so povezale Polaganje in Carraccijevo Pietà. Carraccijevo delo je spodbudilo Caravaggia, da je osebno reinterpretiral skulpturo Michelangela, na katero se nanaša tudi Polaganje v grob. Ta izmenjava je bila del dialoga na daljavo med slikarjema, ki sta konec 16. in v začetku 17. stoletja prišla s severa Italije v Rim in povzročila trajne spremembe v slikarski tradiciji.

## Van Dyck inObjokovanja
Nizozemski slikar Anthonis van Dyck je očitno preučeval Carracijovo Pietà med svojim potovanjem v Rim v začetku 17. stoletja.
V različnih »žalovanjih« Van Dycka (tema, ki jo je flamski slikar večkrat uporabil) so dokazi o Carraccijevem vplivu njegove slike Pietà in grafike Pietà di Caprarola. Na primer, Van Dyckove slike imajo podobne kompozicijske podobnosti, Kristusovo kiparsko lepoto in Kristusovo roko, ki jo nežno drži podpornik.
- Van Dyck, 1629, Anversa, Koninklijk Museum voor Schone Kunsten
- Van Dyck, 1634, Monaco di Baviera, Alte Pinakothek
- Van Dyck, 1634-40, Bilbao, Museo di Belle Arti
- Van Dyck, 1635, Anversa, Koninklijk Museum voor Schone Kunsten